# Proserpine Airport
Proserpine Airport (engelska: Proserpine/Whitsunday Coast Airport, Whitsunday Coast Airport) är en flygplats i Australien. Den ligger i kommunen Whitsunday och delstaten Queensland, omkring 900 kilometer nordväst om delstatshuvudstaden Brisbane.
Trakten är glest befolkad. Närmaste större samhälle är Proserpine, omkring 11 kilometer norr om Proserpine Airport.
Omgivningarna runt Proserpine Airport är huvudsakligen savann. Genomsnittlig årsnederbörd är 1 479 millimeter. Den regnigaste månaden är februari, med i genomsnitt 387 mm nederbörd, och den torraste är september, med 16 mm nederbörd.